# Timandra rigida
Timandra rigida är en fjärilsart som beskrevs av Louis Beethoven Prout 1937. Timandra rigida ingår i släktet Timandra och familjen mätare. Inga underarter finns listade i Catalogue of Life.